# ¿Quién es el jefe?
¿Quién es el jefe? es una sitcom argentina emitida por Telefe desde el 18 de abril del año 2005 hasta el 6 de febrero del año 2006. Es una adaptación local de la producción estadounidense Who's the boss?.
Fue protagonizada por Nicolás Vázquez y Gianella Neyra y coprotagonizada por Matías Sandor y Laura Anders. Además, contó con la actuación especial de Carmen Barbieri y las participaciones de Catherine Fulop y Maricel Santin como actores invitados.

## Reparto
- Nicolás Vázquez como Enzo Michelli
- Gianella Neyra como Soledad Carreras
- Carmen Barbieri como Henriqueta Ruiz Menéndez
- Laura Anders como Manuela `Manu` Michelli
- Matías Sandor como Facundo "Facu" Carreras
- Catherine Fulop como Natalia
- Maricel Santin como Mariana "Mari"

## Actuaciones especiales
Rafael Ferro, Segundo Cernadas, Mercedes Funes, Ignacio Gadano, Gabriela Sari, Viviana Saccone, Gustavo Monje, Marcos Mundstock, Sebastián Mogordoy, Luis Gianneo, Marina Vollman, Fabio Aste, Alicia Aller, Camila Bordonaba, Magela Zanotta.